# Pavel Jeřábek (kytarista)
Pavel Jeřábek (23. března 1965 – 18. prosince 2021) byl český rockový kytarista, skladatel, pedagog a zakládající kapely Derby rock a kytarista kapely Karamel (od roku 2005). V pozdějších letech byla poznatelná jeho image, kdy nosil kšiltovku a dioptrické brýle.

## Život
V mládí chodil na lekce kytary k Radimu Hladíkovi.
Kapela Derby vznikla v roce 1988. Byla známa především na Kutnohorsku a okolí. Skupina byla silně ovlivněná vlnou hard rocku z 80. let a proslula převzatou hudbou s česky psanými texty. Až na album Rozestláno (2001), které je plně autorské a na kterém se skladatelsky Pavel Jeřábek velmi podílel.
Působil v kapele Luboše Pospíšila Bio-Graf. S ním nahrál album Můžem Si Za To Oba, vydané roku 1998.
Když kapela Derby ukončila činnost Pavel Jeřábek působil i v jiných kapelách – například Rotor, Paragraf 202, v poslední době byl členem revivalové skupiny Věry Špinarové. Byl také učitelem hry na kytaru v ZUŠ Čáslav.
18. října 2021 odehrál poslední koncert s revivalem Věry Špinarové. O dva měsíce podlehl vážné nemoci.